# Lautertal, Bayern
Lautertal är en kommun och ort i Landkreis Coburg i Regierungsbezirk Oberfranken i förbundslandet Bayern i Tyskland.
Kommunen bildades 1 januari 1969 genom en sammanslagning av kommunerna Neukirchen, Oberlauter, Tiefenlauter och Unterlauter. Rottenbach uppgick 1 maj 1978 i kommunen.